# Котофей Котофеевич
«Котофей Котофеевич» — советский рисованный мультфильм 1937 года известного режиссёра-мультипликатора Ивана Иванова-Вано, а также его первая работа на студии «Союзмультфильм».
1 января 2008 года, согласно Гражданскому кодексу РФ, фильм перешёл в общественное достояние.

## Сюжет
По мотивам русской народной сказки о доверчивом петушке, находчивом коте и хитрой лисице. Фильм рассказывает о том, как Котофей Котофеевич и его друзья проучили коварную лису.

## Оценки
Мультфильм подвергся критике как испытавший влияние американской мультипликации и лишённый цельности в связи с отсутствием продуманного авторского подхода.
Режиссёр фильма И. П. Иванов-Вано вспоминал о нём с огорчением. По его словам, «фильм не был выдержан в характере русской народной сказки», а «был выполнен под влиянием американской мультипликации».